# 弗賴梅蒂根

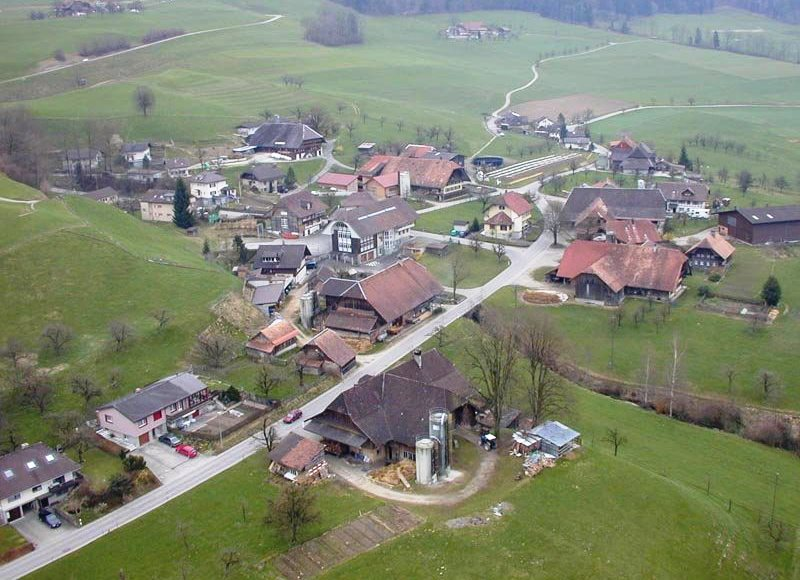

弗賴梅蒂根是瑞士的城鎮，位於該國中西部，由伯恩州負責管轄，面積2.95平方公里，海拔高度675米，2011年人口434，人口密度每平方公里147人。